# بلدية فروتال
بلدية فروتال هي بلدية في البرازيل، تتبع ميناس جرايس، بلغ عدد سكانها 53٬468  نسمة، في 2010، تبلغ مساحتها 2٬426٫966 كيلومتر مربع، رمزها البريدي هو 38200-000.

## الموقع
تشترك في الحدود مع:
- Guaraci, São Paulo [الإنجليزية]‏
- Fronteira, Minas Gerais [الإنجليزية]‏.